# Candeger Kilincer Oguz
Candeğer Kılınçer Oğuz (13 juni 1980) is een atlete uit Turkije.
Op de Olympische Spelen van Athene in 2004 nam Kılınçer Oğuz voor Turkije deel aan het onderdeel hoogspringen. Met 1,89 meter kwam ze niet verder dan de kwalificatieronde.

## Persoonlijk record
| Onderdeel        | Resultaat | Jaar |
| ---------------- | --------- | ---- |
| Hoogspringen     | 1,93 m    | 2004 |
| Verspringen      | 5,98 m    | 2007 |
| Hink-stap-sprong | 13,00 m   | 2010 |

| Onderdeel        | Resultaat | Jaar |
| ---------------- | --------- | ---- |
| Hoogspringen     | 1,90 m    | 2002 |
| Hink-stap-sprong | 12,31 m   | 2012 |

- World Athletics: 14303290